# Tianchang
Tianchang (天长 ; pinyin : Tiāncháng) est une ville de la province de l'Anhui en Chine. C'est une ville-district placée sous la juridiction de la ville-préfecture de Chuzhou.

## Démographie
La population du district était de 601 391 habitants en 1999.